# Кочубеев
Кочубеев (укр. Кочубіїв) — село в Чемеровецком районе Хмельницкой области Украины.
Население по переписи 2001 года составляло 1008 человек. Почтовый индекс — 31651. Телефонный код — 3859. Занимает площадь 3,764 км². Код КОАТУУ — 6825284401.

## Местный совет
31665, Хмельницкая обл., Чемеровецкий р-н, с. Кочубеев, ул. Ленина, 21